# Bošnjački jezik
Bošnjački jezik (ISO 639-3: bos), jezik zapadne podskupine južnoslavenskih jezika kojim se služi oko 2.216.000 ljudi na području Bosne i Hercegovine, Hrvatske, Crne Gore, Kosova, Srbije i Turske. Razvijao se pod utjecajem turskoga (tur), osmanskoga turskoga (ota) i arapskoga (arb).
U BiH ga govori 2.000.000 ljudi, u Hrvatskoj 20.800 (popis 2001.), u Crnoj Gori 48.000 (2006.) i u Srbiji 135.000 (2006.).
Nacionalni je standardni jezik Bošnjaka temeljen na novoštokavsko-ijekavskom dijalektu i pisan latinicom ili ćirilicom. Odredba o ćiriličnoj grafiji je političke naravi, jer su time promicatelji bošnjačkoga jezika željeli potvrditi kontinuitet sa "srpskohrvatskim odnosno hrvatskosrpskim jezikom ijekavskog izgovora", republičkim jezikom Socijalističke Republike Bosne i Hercegovine u doba Socijalističke Federativne Republike Jugoslavije. U praksi, nijedna knjiga ni časopis na bošnjačkom jeziku ne tiskaju se srpskom reformiranom ćirilicom (vukovicom).[nedostaje izvor]
Bošnjački je jezik, pod nazivom bosanski jezik, uz hrvatski jezik i srpski jezik, jedan od triju službenih jezika u Bosni i Hercegovini. Njime govori oko 2 do 2,2 milijuna ljudi u Bosni i Hercegovini, Crnoj Gori, Srbiji, na Kosovu, u Hrvatskoj, te neutvrđen broj iseljenika u Turskoj i zapadnoeuropskim zemljama i sjevernoj Americi. U hrvatskom i srpskom je službeni naziv za jezik Bošnjaka – bošnjački, dok je u samoj bošnjačkoj zajednici nacionalni jezik imenovan "bosanskim", a taj je naziv prihvaćen na primjer u engleskom ("Bosnian language", ne "Bosniak language") i u njemačkom ("bosnische Sprache", ne "bosniakische Sprache") jeziku. U hrvatskom jeziku, "bosanski jezik" je višeznačni naziv za južnoslavenski jezik, u prošlosti i sadašnjosti na različite načine povezivan s povijesnom zemljom Bosnom.
Naziv jezika nije "pravopisno" pitanje, već pitanje terminologije koja se razlikuje među različitim jezicima, a nije ni do kraja ustaljena u svakodnevnoj upotrebi ovog jezika.

## Temelji i odlike jezika

### Narječna razina
Bošnjački se jezik temelji na štokavskim govorima koji se mogu podijeliti u četiri glavne skupine:
- novoštokavski (i)jekavski ("južno narječje", hercegovačko-krajiški, jekavski i (i)jekavski poddijalekt)
- novoštokavski ikavski ("zapadno narječje")
- staroštokavski (i)jekavski ("istočnobosansko narječje", šćakavsko jekavski)
- staroštokavsko ijekavski ("zetsko-južnosandžački", štakavsko jekavski)

Također, Bošnjaci koji žive u Orašju i Bosanskom Šamcu (iza Šamca su izgnani većinom tijeku rata) koriste staroštokavski ikavski ("slavonsko narječje, šćakavski ikavski), no njihov broj je toliko malen da je realno zanemariv (par tisuća).
Prvo od tih narječja Bošnjaci dijele sa Srbima, Hrvatima i Crnogorcima, druga dva s Hrvatima, a četvrto s Crnogorcima i Srbima. Novoštokavski ikavski je bitno smanjen po broju govornika tijekom nekoliko zadnjih desetljeća, a istočnobosansko narječje je često izgubilo šćakavski izgovor.

### Odlike bošnjačkoga standardnoga jezika
Bošnjački standardni jezik ima sljedeće odlike:
Jezik se u nemaloj mjeri oslanja na srpski jezik ijekavskoga izgovora, poglavito u morfologiji, sintaksi i terminologiji uz obilatu upotrebu turcizama. Jezični spomenici specifično bošnjačkoga jezika (tj. oni koji nisu pisani na mješavini crkvenoslavenskoga i vernakulara, kakvoga nalazimo na bilizima ili natpisima na stećcima u 14. i 15. st.) sežu u 16. (možda i 15.) i 17. stoljeće (nakon turske okupacije), u alhamijado književnost štokavsko-ikavskoga i jekavskoga vernakulara, pisanoga na modificiranom arapskoj abecedi (arabica), te u prvi bošnjački rječnik, rimovani bošnjačko-turski glosar "Potur šahidi" Mehmeda Uskufija iz 1631. godine.
Tijekom 19. stoljeća, prvenstveno njegovim koncem, pojavljuje se opsežnije kulturna djelatnost Bošnjaka na jeziku koji je različito imenovan: srpsko-hrvatski, hrvatski, srpski, bosanski. Vladavina Austro-Ugarske monarhije dovela je do konačne prevlasti latiničnoga pisma, te do procvata književnosti na bošnjačkom jeziku koji je u to vrijeme bio znatno bliži hrvatskom nego srpskom jeziku.
U doba obje Jugoslavije službeni je općeporabni jezik u BiH sustavno posrbljivan, što je ostavilo snažnih tragova u jezičnome obliku bošnjačkoga jezika. Prevlast latinice nije bila uzdrmana, ali promjene su u jeziku današnje bošnjačke zajednice bile znatne u svim jezikoslovnim područjima. Najuočljivije je pak bilo srbiziranje leksika i znanstveno-strukovnoga nazivlja. U doba Kraljevine Jugoslavije, službenim jezikom je bio srpski i posrbljivanje je išlo svom snagom. Moguća zaustavljanja tog procesa za vrijeme Banovine Hrvatske i za vrijeme NDH, koja su prekratko trajala za ostaviti traga u svakodnevnom govoru. U doba socijalističke Jugoslavije, službeno, "republički jezik" u socijalističkoj BiH je isprva bio srpski ili hrvatski, te poslije srpskohrvatski odnosno hrvatskosrpski jezik ijekavskog izgovora, i bio je samo inačicom službenog jezika koji je bio u Srbiji, uz razliku što je latinično pisanje bilo imalo službeni status kao i ćirilica, pa su tako dnevne tiskovine primjerice, izlazile jednom stranicom na latinici, a drugom na ćirilici, odnosno slučaj je bio da su naizmjenice bili latinični i ćirilićni članci u novinama i časopisima.
Srbiziranje i "poslužbenjivanje" jezika je dovelo do toga da su već do Titove smrti ikavski izgovor i šćakavština sasvim nestali u govoru među Muslimanima (odnosno Bošnjacima), kako među starijim, tako i među mlađim stanovništvom, i zamijenjeni su ijekavskim izgovorom jata. Otuđenje od ikavskog izgovora je doseglo takva mjerila da se je ikavski izgovor i šćakavštinu osjećalo previše "hrvatskim", a o tome da je taj govor postojao među Muslimanima–Bošnjacima se znalo tek kao o događajima iz nekih predaja iz pretprošlog stoljeća, i to među obrazovanijima. Takva kretanja su se nastavila i u današnjici, u 21. stoljeću.
Raspadom SFRJ i ratom u Bosni i Hercegovini otpočela je konačna standardizacija bošnjačkoga jezika, i to u rječnicima Alije Isakovića, pravopisu Senahida Halilovića i Gramatici bosanskoga jezika Dževada Jahića, Ismaila Palića i Halilovića. Odlike su bošnjačkoga standardnoga jezika, po propisima tih djela, češća poraba islamskih orijentalizama ("turcizmi") i uvedba fonema "h" u stanovitom broju riječi (lahko, mehko prema lako, meko) kao odraz posebnosti govora Bošnjaka-Muslimana prema današnjem standardnom hrvatskom i srpskom jeziku. Po svojoj fizionomiji bošnjački je standard zasnovan na zapadnoj novoštokavštini (što se, katkad, zbog političkih razloga i povezanosti s bošnjačkom nacionalnom zajednicom u Sandžaku marginalizira ili prešućuje); u stilizaciji je nekih rješidaba, prvenstveno, preslovljavanja stranih izraza bliži srpskom nego hrvatskomu jeziku (Kipar, hemija,..), no, generalno izbjegava crkvenoslavizme (opština, sveštenik, ...). Uočljiva je, također, slabija normiranost (računar, kompjuter, računalo) koja se iskazuje u leksičkoj i pravopisnoj zbrci u bošnjačkim medijima i tisku.

### Raširenost bošnjačkoga jezika
Gradovi s najvećim brojem govornika bošnjačkoga su: Sarajevo, Tuzla, Zenica, Bihać, Novi Pazar, Tutin, Carigrad.
Izvan Bosne i Hercegovine brojne su enklave u kojima se govori bošnjački jezik:
- Dolneni u Sjevernoj Makedoniji
- Istočni Sandžak (Crna Gora; Srbija)

## Prijepori oko imena
Ime bošnjačkoga jezika je predmet spora bošnjačkih jezikoslovaca (i političara) s hrvatskim i srpskim. Naime, bošnjački jezikoslovci i političari[tko?] inzistiraju na nazivu bosanski jezik i kako to ime treba rabiti i u srpskome te hrvatskome jeziku.
Dio hrvatskih jezikoslovaca (Zvonko Kovač, Ivo Pranjković, Josip Silić) ih podržava. Većina pak hrvatskih jezikoslovaca (Radoslav Katičić, Dalibor Brozović ↓1 i Tomislav Ladan) drži da je naziv bošnjački jezik jedini prikladan te da su shodno tomu bosanski jezik i bošnjački jezik dvije različite stvari. Državne ustanove Republike Hrvatske, poput Državnoga zavoda za statistiku, koji rabi izraz bošnjački jezik pri popisu stanovništva 2001. godine, dok pri popisu stanovništva 2011. godine rabi izraz bosanski.
Mišljenje većine srbijanskih jezikoslovaca jest da je bošnjački jezik jedini odgovarajući naziv, a o tom pitanju postoji još od 1990. godine isti stav.
Izvorni tekst Ustava Federacije Bosne i Hercegovine navodi na engleskom jeziku naziv Bosniac language, te se naziv Bosniac language navodio do 2002. godine kada ga je Amandmanom XXIX. na Ustav Federacije izmijenio Wolfgang Petritsch. Izvorni tekst Ustava Fedracije Bosne i Hercegovine dogovoren je u Beču. Krešimir Zubak i Haris Silajdžić, potpisali su isti 18. ožujka 1994. oko kojega je postignut dogovor na sastancima u Beču od 4. ožujka do 14. ožujka 1994. godine.